# Горсей, Джером

Иван Грозный показывает сокровища Джерому Горсею. Картина А. Литовченко

Сэр Дже́ром (Иерони́м) Го́рсей (англ. Sir Jerome Horsey; до 1550 — после 1626) — английский дворянин, дипломат. Автор трёх сочинений мемуарного характера, содержащих ценные сведения по истории России.

## История семьи
Отца Джерома Горсея звали Уильям Горсей. Он был торговцем у Элинор Перьям в главном городе английского графства Девоншир — Эксетер. Дед Джерома — сэр Джон Хорди II из Шерборна, графство Дорсет. Джером являлся племянником сэра Эдварда Горсея — капитана острова Уайт до испанской Армады. Именно его дядя — Эдвард Горсей — познакомил Джерома с высокопоставленными лицами, в частности с государственным секретарем её величества, министром Елизаветы I, членом Тайного совета, начальником разведки и контрразведки Англии сэром Фрэнсисом Уолсингемом. Именно Уолсингему посвящено самое значительное сочинение Горсея — «Путешествия».
Вероятнее всего, Джером был трижды женат. Его первой женой стала Элизабет Хэмпден, с которой он заключил брак в январе 1592 года. Она умерла в 1607 году. У них было 2 сына и 3 дочери.
Второй брак он заключил с Изабеллой Брокет примерно в октябре 1609 года.
Элизабет Норт стала его третьей женой (дата заключения брака неизвестна, в завещании не упоминается).

## Путешествия в Россию и Англию с 1573 по 1590
В 1573 году Джером Горсей впервые приезжает в Россию. Практически ничего не известно о том, чем занимался он в ней до отъезда, но существуют предположения, что он служил в качестве «слуги» Московской компании. Также нет документальных свидетельств и о первых семи годах его службы в России. Почти два десятилетия — с 1573 по 1591 год — Джером Горсей находился в России по делам коммерческой и дипломатической службы. Его можно назвать типичным представителем английских деловых кругов XVI столетия. 
В 1580, через 7 лет после прибытия, Горсей отбыл в Англию уже в качестве посла Ивана IV и весной того же года вернулся в Россию, доставив туда порох, медь и другие припасы, необходимые для ведения Ливонской войны. Со стороны компании обвинялся в злоупотреблениях, но был оправдан. Враждовал с дьяком А. Я. Щелкаловым. Являлся доверенным лицом Б. Ф. Годунова, пользовался покровительством бояр И. Ф. Мстиславского, Н. Р. Захарьина-Юрьева и князя И. И. Голицына. Был приближен к царскому двору после исполнения секретного поручения Ивана IV к Елизавете I. 
В 1585 году направлен был в Англию с известием о воцарении Фёдора Ивановича, а в 1587 году снова ездил в Лондон в качестве посланника нового русского царя. В 1589 году был выслан из России под присмотром английского посла Джайлса Флетчера из-за претензий царских властей по поводу долгов Московской компании казне и частным лицам, но в следующем году оправдан и возвратился в Москву. По дороге туда посетил Гамбург, Любек, Кёльн, Веймар, Росток, Мекленбург и Копенгаген. В Варшаве встречался с Антонио Поссевино. Прибыв в Москву, был арестован вновь по подозрению в шпионаже и выслан в Ярославль. В 1591 году окончательно покинул Россию. 
Согласно документальным источникам, имел тайного наблюдателя в Москве, следившего за государственной деятельностью. По его свидетельству, Иван Грозный умер насильственной смертью от рук Бориса Годунова и Богдана Бельского.
Основные вехи его деятельности в России и Англии:
- 1585, сентябрь — отбыл в Англию послом Фёдора Ивановича;
- 1586, июль — вернулся в Россию послом Елизаветы;
- 1587, июнь-август — отбыл в Англию послом Фёдора Ивановича;
- Конец 1587 — начало 1588 — тайно вернулся в Россию;
- 1589, май — выслан в Англию с Флетчером;
- 1590, апрель — вернулся в Россию послом Елизаветы.

## Последние годы в Англии
Рыцарь-бакалавр с 1603 года. В 1592—1620 годах был членом парламента. С 1620 года исполнял должность шерифа Бакингемшира.

## Сочинения о России
Джером Горсей написал три самостоятельных сочинения о России, в том числе оставил несколько писем, посвящённых русским делам.

### «Путешествия сэра Джерома Горсея»
«Путешествие» считается самым значительным из всех сочинений Горсея. Его автор писал на протяжении почти двух десятилетий, неоднократно возвращаясь к редактированию уже подготовленного материала. Скорее всего, самым ранним слоем «Путешествия» является повествование о царствовании Ивана Грозного, завершающееся драматическим рассказом о последних днях жизни и смерти царя. Позже был написан фрагмент, посвящённый «князю-правителю» Борису Годунову ещё до его восшествия на престол. И наконец, Горсей добавляет в своё сочинение рассказ о Смуте начала XVII в. — событиях, известных ему уже не как непосредственному очевидцу, а лишь с чужих слов.

### «Торжественная коронация Фёдора Ивановича»
Иногда встречается расширенное название «Торжественная и пышная коронация Федора Ивановича, царя русского». Сочинение изданное в 1589 году, повествует о коронации царя Всея Руси Фёдора Ивановича.

## Издания сочинений
На русском языке
- Джером Горсей. Записки о России. XVI — начало XVII в. / Под ред. В. Л. Янина; Пер. и сост. А. А. Севастьяновой. — М.: Изд-во МГУ, 1990. — 288 с. — ISBN 5-211-00291-1.